# Spělkov
Spělkov település Csehországban, a Žďár nad Sázavou-i járásban. Spělkov Daňkovice, Telecí, Krásné és Borovnice településekkel határos. Lakosainak száma 33 fő (2024. január 1.).

## Népesség
A település lakosságának változását az alábbi diagram mutatja:
| Lakosok száma | 252  | 243  | 226  | 130  | 80   | 41   | 41   | 44   | 26   | 33   |
|               | 1869 | 1900 | 1921 | 1961 | 1980 | 2011 | 2016 | 2019 | 2021 | 2024 |